# Diploschema howdeni
Diploschema howdeni är en skalbaggsart som beskrevs av Martins och Monné 1980. Diploschema howdeni ingår i släktet Diploschema och familjen långhorningar. Inga underarter finns listade i Catalogue of Life.